# Aspidoras lakoi
Aspidoras lakoi är en fiskart som beskrevs av Miranda Ribeiro, 1949. Aspidoras lakoi ingår i släktet Aspidoras och familjen Callichthyidae. Inga underarter finns listade.